# Федотово (Татарстан)
Федотово — село в Заинском районе Татарстана. Входит в состав Кадыровского сельского поселения.

## География
Находится в восточной части Татарстана на расстоянии приблизительно 16 км на север по прямой от железнодорожной станции города Заинск у речки Зыча.

## История
Основано в первой половине XVIII века. Упоминалось также как Архангельское, Алексеевка. В 1868 году была построена Казанско-Богородицкая церковь. Уроженцы села служили в личной охране Николая II.

## Население
Постоянных жителей было: в 1859—316, в 1906—256, в 1913—314, в 1920—308, в 1926—242, в 1938—249, в 1949—179, в 1958—102, в 1970—107, в 1989 — 53, в 2002 — 21 (русские 76 %), 37 в 2010.